# بطرس الرابع
بطرس الرابع (Πατριάρχης Πέτρος Δ΄) بطريرك الإسكندرية للروم الأرثوذكس من 642 إلى 651. بعد الفتح الإسلامي لمصر، لجأ إلى القسطنطينية. بعده، توقفت خلافة بطاركة الإسكندرية للروم الأرثوذكس لأكثر من 70 عامًا. لقد كان من أتباع المونوثيليتية ولذلك فقد أدين من قبل البابا مارتن في مجلس لاتيران عام 649. [بحاجة لمصدر] لم يكن لبدعة المونوثيليتية جذور عميقة في مصر واختفت فور إدانتها في المجمع المسكوني السادس عام 681. [بحاجة لمصدر]